# Biggin Hill
Biggin Hill är en ort i Storbritannien.   Den ligger i London Borough of Bromley i England, i den södra delen av landet, 24 km sydost om huvudstaden London. Biggin Hill ligger 188 meter över havet och antalet invånare är 13 535.
Terrängen runt Biggin Hill är huvudsakligen platt, men åt sydväst är den kuperad. Biggin Hill ligger uppe på en höjd. Runt Biggin Hill är det tätbefolkat, med 297 invånare per kvadratkilometer. Närmaste större samhälle är Bexley, 16,3 km nordost om Biggin Hill. Trakten runt Biggin Hill består i huvudsak av gräsmarker.